# Peter-Klaus Budig
Peter-Klaus Budig (* 15. Juli 1928 in Sagan, Niederschlesien; † 25. November 2012 in Chemnitz) war ein deutscher Ingenieurwissenschaftler (Elektrotechniker), Hochschullehrer und Politiker der DDR-Blockpartei LDPD. Er war von 1969 bis 1993 Professor für elektrische Antriebstechnik und Antriebsmittel an der Technischen Hochschule Karl-Marx-Stadt bzw. Technischen Universität Chemnitz. Von November 1989 bis April 1990 war er Minister für Wissenschaft und Technik der DDR.

## Leben
Budig, Sohn eines Bauern, besuchte die Volks- und die Oberschule in Reichenbach/Oberlausitz und Görlitz. Nach Wehrdienst an der Ostfront und amerikanischer Kriegsgefangenschaft bestand er 1947 das Abitur. Er wurde 1947 Mitglied des Freien Deutschen Gewerkschaftsbundes (FDGB) und 1948 der Liberal-Demokratischen Partei Deutschlands (LDPD). Von 1948 bis 1953 studierte er Elektrotechnik an der Technischen Hochschule Dresden (bei Ludwig Binder, Heinz Schönfeld, Heinrich Barkhausen und Fritz Obenaus), wo er anschließend bis 1955 wissenschaftlicher Assistent am Institut für Starkstromtechnik war.
Danach arbeitete er beim VEB Elektromaschinenbau Dresden-Niedersedlitz, auch bekannt als VEM Sachsenwerk, wo er zunächst als Entwicklungsingenieur für rotierende Spezialmaschinen und Bahnmotoren tätig war. 1959 promovierte er zum Dr.-Ing., Thema seiner Dissertation Das dynamische Verhalten der Verstärkermaschine vom Typ Amplidyne. Anschließend stieg er im VEM Sachsenwerk zum Haupttechnologen und 1963 zum Technischen Direktor auf. Neben seiner hauptamtlichen Tätigkeit übernahm er ab 1961 einen Lehrauftrag am Institut für Elektrische Bahnen der Hochschule für Verkehrswesen Dresden.
1966 wurde Budig als Professor für Starkstromtechnik an die Technische Hochschule Karl-Marx-Stadt berufen, 1969 erfolgte die Umberufung auf den Lehrstuhl für elektrische Antriebstechnik und Antriebsmittel an derselben Hochschule (ab 1986 Technische Universität). Dort war er von 1968 bis 1984 Direktor der Sektion Automatisierungstechnik, verantwortlich für Konzeption und Bau des Adolf-Ferdinand-Weinhold-Baus, und von 1983 bis 1990 Dekan der Fakultät für Elektroingenieurwesen. Daneben wurde er 1969 zum Leiter der Gruppe Elektrotechnik und zugleich Vorstandsmitglied des Forschungsrates beim Ministerrat der DDR berufen. Mit der Schrift Theoretische Grundlagen zur Dimensionierung hochbeanspruchter Stromwendermaschinen schloss er 1971 die Promotion B zum Dr. sc. techn. ab.
Außerdem war er von 1978 bis 1990 Vizepräsident der Kammer der Technik (KdT) und in der Nachfolge von Dagmar Hülsenberg von 1992 bis zur Auflösung 1995 Präsident des daraus hervorgegangenen „Ingenieurtechnischen Verbands KDT e. V.“. 1980 wurde er zum korrespondierenden Mitglied, 1990 zum ordentlichen Mitglied der Akademie der Wissenschaften der DDR gewählt.
Politisch war er von 1969 bis 1982 als Mitglied im Nationalrat der Nationalen Front und von 1982 bis 1990 als Mitglied des Zentralvorstandes der LDPD aktiv. 1989/90 gehörte er als Mitglied dem Politischen Ausschuss des LDPD-Zentralvorstandes an. Während der Wende war Budig von November 1989 bis April 1990 Minister für Wissenschaft und Technik in der Regierung Hans Modrow.
Danach wirkte er wieder als Professor der Technischen Universität Chemnitz im Lehrstuhl Elektrische Maschinen und Antriebe. Nach seiner Professorentätigkeit gründete er 1993 mit Heinz Gräf die Firma Elektrische Automatisierungs- und Antriebstechnik (EAAT) Chemnitz, die er als geschäftsführender Gesellschafter leitete.
Budig starb im Alter von 84 Jahren und wurde auf dem St.-Michaelis-Friedhof in Altchemnitz beigesetzt.

## Ehrungen
- 1970: Nationalpreis II. Klasse für Wissenschaft und Technik als Mitglied des Kollektivs „Linearmotor“ an der Technischen Hochschule Karl-Marx-Stadt („für seinen Anteil an der Erforschung der theoretischen Grundlagen zur Berechnung von Drehstromlinearmotoren und deren Einführung in die Produktion“[6])
- 1988: Ehrendoktorwürde der Technischen Universität Tallinn[2]
- 1989: Verdienter Hochschullehrer der Deutschen Demokratischen Republik[7]
- 2010: Sächsischer Verdienstorden[8]

## Publikationen (Auszug)
- Drehzahlvariable Drehstromantriebe mit Asynchronmotoren 1988
- Fachwörterbuch Elektrotechnik und Elektronik – Englisch-Deutsch, 7. bearb. und erw. Auflage, München (Langenscheidt) 2001, ISBN 3-86117-175-9
- Stromrichtergespeiste Drehstromantriebe – Theorie und Betriebsverhalten von Asynchronantrieben, Berlin (VDE-Verlag) 2001, ISBN 3-8007-2371-9
- Stromrichtergespeiste Drehmaschine – Theorie und Anwendungen, Berlin (VDE-Verlag) 2003, ISBN 3-8007-2518-5
- Praxiswörterbuch Energie- und Kommunikationstechnik – Englisch-Deutsch/Deutsch-Englisch, gemeinsam mit Renate Ketzscher, München (Langenscheidt) 2004, ISBN 3-86117-221-6
- Drehstromlinearmotoren, Berlin (VEB Verlag Technik) 1978 (später noch in zwei weiteren Auflagen erschienen)